# Équation de Henderson-Hasselbalch
En chimie, l'équation de Henderson-Hasselbalch est une équation donnant le pH d'un système tamponné. Elle est notamment utilisée en physiologie et en médecine pour déterminer le pH sanguin à partir des concentrations en ion bicarbonate et en acide carbonique.

## Formulation
L'équation peut être obtenue à partir de la constante d'acidité {\displaystyle K_{\text{a}}} d'un acide {\displaystyle \mathrm {HA} }.
En prenant le cologarithme décimal de chaque côté, il vient :
En déplaçant les termes, et par définition du pKa et du pH, on obtient l'équation de Henderson-Hasselbalch :
Cette équation exprime le pH du système en fonction du pKa du couple acide-base considéré, et des concentrations respectives en acide HA et en base conjuguée A−.
On remarque que lorsque les concentrations en acide et en base conjuguée sont identiques, le pH du milieu est égal au pKa du couple acide-base, et on se trouve en plein mélange tampon.

## Application au pH du sang
L'équation de Henderson-Hasselbalch permet de calculer le pH sanguin à partir des concentrations en ion bicarbonate ({\displaystyle \mathrm {HCO_{3}^{-}} }) et en acide carbonique ({\displaystyle \mathrm {H_{2}CO_{3}} }), à partir de la réaction acido-basique réversible indiquée ci-dessous :
Cette réaction est fortement déplacée vers la droite et catalysée par une enzyme plasmatique, l'anhydrase carbonique.

### Physiologie sanguine
Le principal système tampon acido-basique dans un organisme mammifère est représenté par le couple acide carbonique/bicarbonate indiqué ci-dessus.
On peut écrire pour celui-ci l'équation de Henderson-Hasselbalch, avec comme pKa celui de l'acide carbonique :
{\displaystyle {\rm {pH_{sang}=6,1+\log _{10}{\frac {[HCO_{3}^{-}]_{sang}}{[H_{2}CO_{3}]_{sang}}}}}}
En biologie médicale, l'équation de Henderson-Hasselbalch est simplifiée en y intégrant la pression partielle sanguine en dioxyde de carbone {\displaystyle P_{\mathrm {sang\;CO_{2}} }} :
{\displaystyle \mathrm {pH} _{\mathrm {sang} }=6,1+\log _{10}{\frac {\mathrm {[HCO_{3}^{-}]_{sang}} }{0,03\cdot P_{\mathrm {sang\;CO_{2}} }}}}
Ainsi, le pH sanguin dépend de la bicarbonatémie (mesurée en mÉq/L) et de la pression partielle sanguine en dioxyde de carbone (mesurée en mmHg).

### Biologie médicale vétérinaire
L'équation de Hendersen-Hasselbalch, très utilisée en soins intensifs et en réanimation vétérinaires, permet de corriger les déséquilibres acido-basiques.

Valeurs usuelles, en moyenne, chez le chien et le chat :
|                                                  | Acidémie                  | Norme (sang veineux) | Norme (sang artériel) | Alcalémie                 |
| ------------------------------------------------ | ------------------------- | -------------------- | --------------------- | ------------------------- |
| pH                                               | {\displaystyle \searrow } | 7,35                 | 7,40                  | {\displaystyle \nearrow } |
| {\displaystyle P_{\mathrm {CO_{2}} }} (mmHg)     | {\displaystyle \nearrow } | 40                   | 35                    | {\displaystyle \searrow } |
| {\displaystyle [\mathrm {HCO_{3}^{-}} ]} (mÉq/L) | {\displaystyle \searrow } | 20                   | 24                    | {\displaystyle \nearrow } |